# Phyllocycla ophis
Phyllocycla ophis – gatunek ważki z rodziny gadziogłówkowatych (Gomphidae). Występuje na terenie Ameryki Południowej.